# Dupondij
Dupondij (lat. dupondius) bio je starorimski novac od 20 asa.
Za vrijeme rimske republike kovan je od bakra. Na prikazu dupondija lik cara ima oko glave krunu sa zrakama, a na asu se oko njegove glave nalazi lovorov vijenac.

### Mrežna sjedišta
- Dupondij. Hrvatska enciklopedija (1941.–1945.). Pristupljeno 29. travnja 2025.